# Pseudogyrtona bilineata
Pseudogyrtona bilineata là một loài bướm đêm trong họ Noctuidae.